# 338-ма реактивна артилерійська бригада (РФ)
338-а гвардійська реактивна артилерійська Двінська ордена Олександра Невського бригада — артилерійське з'єднання Сухопутних військ Збройних сил Російської Федерації. Бригада дислокується у місті Уссурійськ Приморського краю.
Умовне найменування — Військова частина № 57367 (в/ч 57367). Скорочена найменування — 338-а реабр.
З'єднання перебуває у складі Східного військового округу.

## Історія
Бригада успадковує історичний формуляр, нагороди, бойову славу і гвардійський статус 72-го гвардійського мінометного полку сформованого в травні 1942 року.
На озброєнні полку знаходилися 122-мм реактивні системи залпового вогню БМ-13. 72-й гв. мінп пройшов з боями німецько-радянську й радянсько-японську війни.
Після закінчення війни полк переформовано на 653-й гвардійський реактивний артилерійський полк. Після чого у 1960-і переформований на 338-у гвардійську реактивну артилерійську бригаду. На кінець 1980-х років з'єднання перебувало у складі 15-ї гвардійської артилерійської Німанської Червонопрапорної, орденів Суворова і Кутузова дивізії.
11 серпня 2011 року начальник ракетних військ й артилерії Східного військового округу полковник Сергій Баканеєв вручив з'єднанню бойовий прапор нового зразка.

## Опис
На озброєнні бригади стоять 220-мм реактивні системи залпового вогню 9К57 «Ураган».